# Sillewada
Sillewada es una ciudad censal situada en el distrito de Nagpur en el estado de Maharashtra (India). Su población es de 7290 habitantes (2011). Se encuentra  orillas del río Kanhan, a 18 km de Nagpur.

## Demografía
Según el censo de 2011 la población de Sillewada era de 7290 habitantes, de los cuales 3867 eran hombres y 3423 eran mujeres. Sillewada tiene una tasa media de alfabetización del 84,11%, superior a la media estatal del 82,34%: la alfabetización masculina es del 90,48%, y la alfabetización femenina del 76,94%.